# یرکین‌قلعه
یرکین‌قلعه (قزاقی: Еркинкала) یک منطقه مسکونی در کشور قزاقستان است که در استان آتیرائو واقع شده است.